# Illegal Times

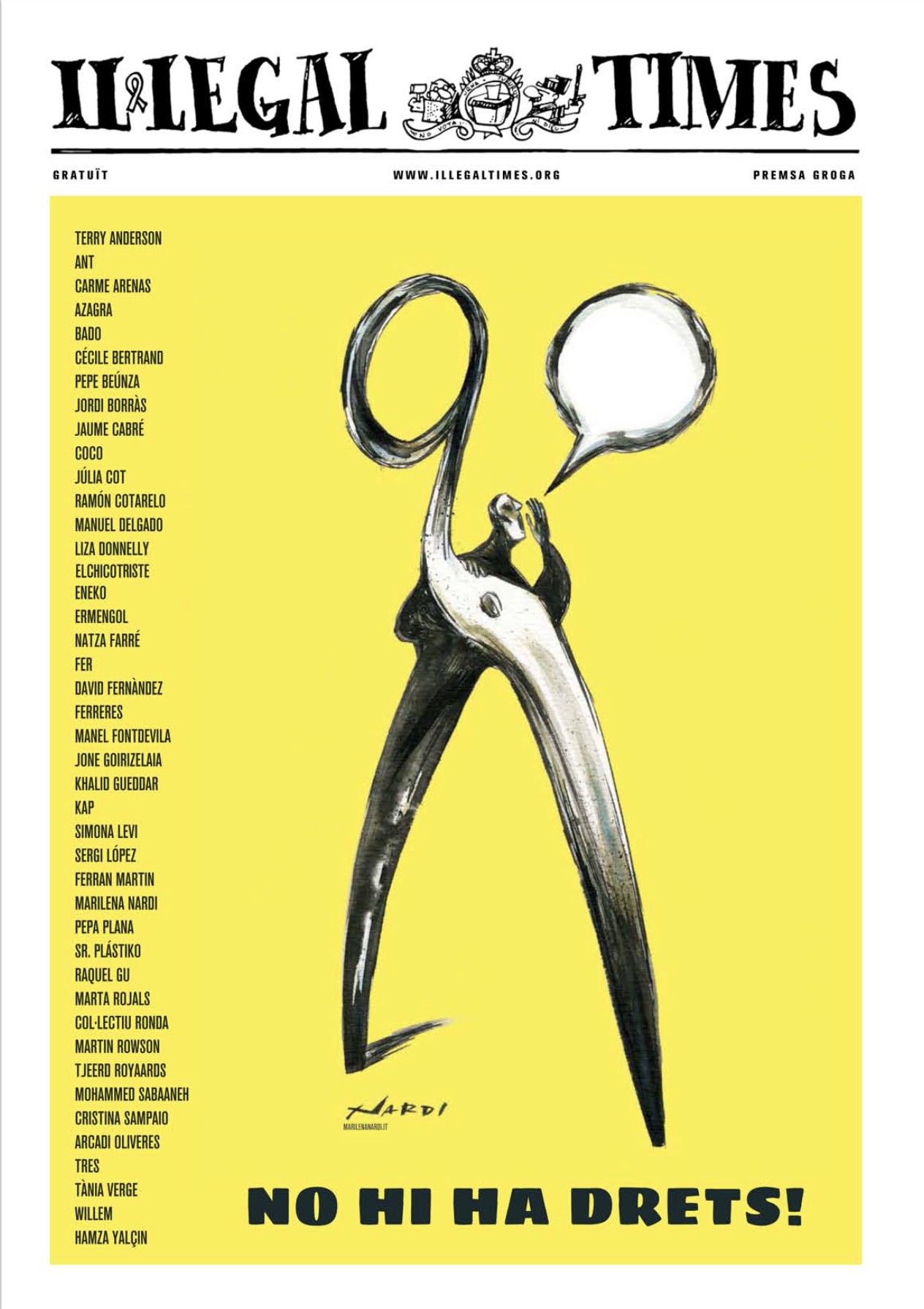
Portada de Illegal Times, con dibujo de Marilena Nardi, imagen galardonada con el World Press Cartoon 2018

Illegal Times es una publicación satírica española que reúne viñetas de dibujantes de todo el mundo con la voluntad de "despertar conciencias" y "denunciar la vulneración de derechos fundamentales" en Cataluña, tras los sucesos de  octubre de 2017 y la aplicación del artículo 155 de la Constitución. Se trata de una iniciativa del dibujante Kap (Jaume Capdevila) y la cooperativa l'Apòstrof, y se distribuyeron 10.000 ejemplares gratuitos en papel que se agotaron durante la semana del 18 de diciembre de 2017. 
Se editó un número único, de 24 páginas y formado tabloide, combinando dibujos satíricos y textos breves. Uno de los rasgos destacados es que cuenta con la participación de algunas de las principales figuras del dibujo satírico actual mundial, como Liza Donnelly, dibujante de la revista The New Yorker, o Coco de Charlie Hebdo, Willem de Liberation, o Martin Rowson de The Guardian. También los principales dibujantes catalanes, como Kap, Miquel Herreras, Manel Fontdevila, Azagra o Fer, así como escritores y periodistas como Jaume Cabré, David Fernández, Marta Rojales, Arcadi Olivos, Simona Levi, o Manuel Delgado, entre otros.
Illegal Times fue la primera publicación satírica catalana en papel editada en el siglo XXI, a la manera de El Drall (1988) o la primera época de El Triangle (1990-1995). Se presentó con el subtítulo "prensa amarilla". La cubierta estuvo a cargo de la dibujante italiana Marilena Nardi, y bajo el titular "Ho ha hi drets!" se listan las firmas que colaboran en el proyecto. La página central contiene un póster firmado por el dibujante Eneko.
La publicación se presentó el 18 de diciembre en el Colegio de Periodistas de Cataluña con la presencia de la dibujante belga Cécile Bertrand. Varios dibujantes como Kap, Ant, Ferran Martin, o Raquel GU, dibujaron en directo en un mural alusivo.
En junio de 2018, el dibujo de la cubierta de Illegal Times, hecho por la artista italiana Marilena Nardi, ganó Grand Prix del Wolrd Press Cartoon. Esta viñeta, de unas tijeras gritando a la libertad de expresión, fue así, considerada la mejor viñeta de todas las publicadas en todo el mundo durante el año 2018. Nardi es la primera mujer que consigue este premio

## Colaboradores
La publicación fue una idea original de Jaume Capdevila (Kap) y l'Apòstrof SCCL, y ha sido posible gracias al Grupo Ecos, el Colectivo Ronda, la Fundación Roca i Gales, Arç cooperativa, Jamgo SCCL, Olistis SCCL, Morena SCCL, Andreu Comas, Núria Vila, Patrícia Rodríguez y Bel Zaballa.

### Dibujos
- Terry Anderson (UK)
- Ante
- Coco (FR)
- Liza Donnelly (USA)
- Eneko
- Ermengol
- Hacer
- Herreras
- Manel Fontdevila
- Khalid Gueddar (Marruecos)
- Kap
- Ferran Martín
- Marilena Nardi (IT)
- Sr. Plástiko
- Raquel GU
- Martin Rowson (UK)
- Tjeerd Royards (NL)
- Mohammed Sabaaneh (Palestina)
- Cristina Sampaio (Portugal)
- Tres
- Willem (FR)

### Textos
- Carme Arenas
- Pepe Beúnza
- Jordi Borràs
- Jaume Cabré
- Júlia Cot
- Ramon Cotarelo
- Manuel Delgado
- Natza Farré
- David Fernández
- Jone Goirizelaia
- Simona Levi
- Sergi López
- Pepa Plana
- Marta Rojales
- Colectivo Ronda
- Arcadi Olivos
- Tània Virgen
- Hamza Yalçin